# Huta Ginjang (Angkola Timur)
Huta Ginjang is een bestuurslaag in het regentschap Tapanuli Selatan van de provincie Noord-Sumatra, Indonesië. Huta Ginjang telt 1264 inwoners (volkstelling 2010).